# 革命民權
革命民權，由孫文提出的民權理論，是三民主義的一部份，屬於民權主義。革命民權認為主權應該屬於人民，人民有革命的權力，但是這個學說反對天賦人權說，認為民權是歷史的產物，非天然所有，所以人民必須盡一定的義務才能享有，而且民權絕不能授與反對革命的人。